# Brest Challenger 1991
Il Brest Challenger 1991 è stato un torneo di tennis facente parte della categoria ATP Challenger Series nell'ambito dell'ATP Challenger Series 1991. Il torneo si è giocato a Brest in Francia dal 21 al 27 ottobre 1991 su campi in cemento indoor.

## Vincitori

### Singolare
Fabrice Santoro ha battuto in finale  Cédric Pioline con il punteggio di 6–4, 7–5.

### Doppio
Lars Koslowski /  Arne Thoms hanno battuto in finale  Patrik Kühnen /  Alexander Mronz con il punteggio di 6–2, 1–6, 6–3.